# Шервил
Шервил (фр. Cherville) насеље је и општина у североисточној Француској у региону Шампањ-Арден, у департману Марна која припада префектури Шалонс ан Шампањ.
По подацима из 2011. године у општини је живело 89 становника, а густина насељености је износила 23,67 становника/km². Општина се простире на површини од 3,76 km². Налази се на средњој надморској висини од 77 метара.

## Демографија
| 1962. | 1968. | 1975. | 1982. | 1990. | 1999. | 2011. |
| ----- | ----- | ----- | ----- | ----- | ----- | ----- |
| 31    | 35    | 38    | 96    | 108   | 91    | 89    |

График промене броја становника у току последњих година